# Amapá Clube
Amapá Clube – brazylijski klub piłkarski z siedzibą w mieście Macapá, stolicy stanu Amapá.

## Osiągnięcia
- Mistrz stanu Amapá (Campeonato Amapaense) (10): 1945, 1950, 1951, 1953, 1973, 1975, 1979, 1987, 1988, 1990
- Wicemistrz stanu Amapá (4): 1991, 1993, 2005, 2006

## Historia
Klub Amapá założony został 26 lutego 1944 roku. Obecnie klub ma zgromadzonych najwięcej (10) tytułów mistrza stanu Amapá (Campeonato Amapaense).